# غينارو غارسيا لونا
غينارو غارسيا لونا هو ضابط شرطة ومهندس وسياسي مكسيكي، ولد في 10 يوليو 1968 في مدينة مكسيكو في المكسيك. انتخب وزير.